# Al Ḩāmūl
Al Ḩāmūl (arabiska: الحامول) är en ort i Egypten.   Den ligger i guvernementet Kafr el-Sheikh, i den norra delen av landet, 140 km norr om huvudstaden Kairo. Al Ḩāmūl ligger 5 meter över havet och antalet invånare är 45 798.
Terrängen runt Al Ḩāmūl är mycket platt. Runt Al Ḩāmūl är det tätbefolkat, med 659 invånare per kvadratkilometer. Det finns inga andra samhällen i närheten. Trakten runt Al Ḩāmūl består till största delen av jordbruksmark.